# Сан-Мауро-ди-Салине
Сан-Мауро-ди-Салине (итал. San Mauro di Saline) — коммуна в Италии, располагается в провинции Верона области Венеция.
Население составляет 556 человек (2008 г.), плотность населения составляет 50 чел./км². Занимает площадь 11 км². Почтовый индекс — 37030. Телефонный код — 045.
Покровителем коммуны почитается святой Мавр, празднование 21 ноября.

## Демография
Динамика населения:

## Администрация коммуны
- Официальный сайт: